# Tre blomstersange
Tre blomstersange (Noors voor Drie bloemenliedjes) is een compositie van Christian Sinding. Het zijn drie toonzettingen van gedichten van de gelegenheidsdichter Olaf Schou.
De drie liedjes zijn:
- Sorte ravner (zwarte raven)
- Elven slynger sig (de rivier kronkelt)
- Natten lytter  (de nacht luistert)

Halfdan Cleve zette ook drie gedichten uit Blomstersange om. Op 12 maart 1910 ging zijn opus 11 (Tre sange) in première (Kveltone, Hvorfor leve, Til Margarita) in Oslo. 